# Бозон, Тим
Ти́моти Фили́пп Бозо́н (фр. Timothé Phillipe Bozon; род. 24 марта 1994, Сент-Луис, Миссури) — французский хоккеист, игрок сборной Франции.

## Биография
Тим Бозон родился в американском городе Сент-Луисе в 1994 году. Отец — Филипп Бозон, член Зала славы ИИХФ, дед — Ален Бозон, член Зала славы французского хоккея. Брат Кевин — также хоккеист. Воспитанник системы женевского клуба «Серветт». Играл в юношеских и молодёжных первенствах Швейцарии за «Серветт», «Клотен Флайерз» и «Лугано». Так и не дебютировав во взрослой лиге Швейцарии, отправился за океан, в канадский «Камлупс Блэйзерс». В 2012 году был выбран на Драфте НХЛ клубом «Монреаль Канадиенс». Ныне выступает за фарм-клуб «Монреаля», «Сент-Джонс АйсКэпс». В 2013 году впервые сыграл на чемпионате мира за сборную Франции по хоккею с шайбой.